# Liste der Länderspiele der kanadischen Futsalnationalmannschaft der Frauen
Die nachfolgende Liste enthält alle Länderspiele der kanadischen Futsalnationalmannschaft der Frauen, die der Fußballverband von Kanada, die Canadian Soccer Association (CSA), im Jahr 2001 gegründet hat. Futsal ist die einzige von der FIFA anerkannte Variante des Hallenfußballs. Bisher wurden zwei Länderspiele ausgetragen.

## Länderspielübersicht
Legende
- Erg. = Ergebnis
- n. V. = nach Verlängerung
- i. S. = im Sechsmeterschießen
- abg. = Spielabbruch
- H = Heimspiel
- A = Auswärtsspiel
- * = Spiel auf neutralem Platz
- Hintergrundfarbe grün = Sieg
- Hintergrundfarbe gelb = Unentschieden
- Hintergrundfarbe rot = Niederlage

| Nr.                    | Datum      | Erg. | Gegner |   | Austragungsort   | Anlass             | Bemerkungen |
| ---------------------- | ---------- | ---- | ------ | - | ---------------- | ------------------ | --- |
| 1                      | 20.03.2002 | 2:1  | USA    | A | Baltimore (USA)  | Freundschaftsspiel | Erstes Auswärtsspiel Erster Sieg Erster Auswärtssieg Höchster Sieg Höchster Auswärtssieg Erstes Länderspiel gegen die USA |
| 2                      | 23.03.2002 | 3:8  | USA    | A | Washington (USA) | Freundschaftsspiel | Erste Niederlage Erste Auswärtsniederlage Höchste Niederlage Höchste Auswärtsniederlage                                   |
| Stand: 24. August 2018 |            |      |        |   |                  |                    | |

## Statistik
In der Statistik werden nur die offiziellen Länderspiele berücksichtigt.
Legende
- Sp. = Spiele
- Sg. = Siege
- Uts. = Unentschieden
- Ndl. = Niederlagen
- Hintergrundfarbe grün = positive Bilanz
- Hintergrundfarbe gelb = ausgeglichene Bilanz
- Hintergrundfarbe rot = negative Bilanz

### Gegner
| Land   | Kontinentalverband | Sp. | Sg. | Uts. | Ndl. | Torverhältnis |
| ------ | ------------------ | --- | --- | ---- | ---- | ------------- |
| USA    | CONCACAF           | 2   | 1   | 0    | 1    | 5:9           |
| Gesamt | Gesamt             | 2   | 1   | 0    | 1    | 5:9           |

### Kontinentalverbände
| Kontinentalverband                 | Sp. | Sg. | Uts. | Ndl. | Torverhältnis |
| ---------------------------------- | --- | --- | ---- | ---- | ------------- |
| AFC (Asien)                        | 0   | 0   | 0    | 0    | 0:0           |
| CAF (Afrika)                       | 0   | 0   | 0    | 0    | 0:0           |
| CONCACAF (Nord- und Mittelamerika) | 2   | 1   | 0    | 1    | 5:9           |
| CONMEBOL (Südamerika)              | 0   | 0   | 0    | 0    | 0:0           |
| OFC (Ozeanien)                     | 0   | 0   | 0    | 0    | 0:0           |
| UEFA (Europa)                      | 0   | 0   | 0    | 0    | 0:0           |
| Gesamt                             | 2   | 1   | 0    | 1    | 5:9           |

### Anlässe
| Anlass              | Sp. | Sg. | Uts. | Ndl. | Torverhältnis |
| ------------------- | --- | --- | ---- | ---- | ------------- |
| Freundschaftsspiele | 2   | 1   | 0    | 1    | 5:9           |
| Gesamt              | 2   | 1   | 0    | 1    | 5:9           |

### Spielarten
| Spielart                       | Sp. | Sg. | Uts. | Ndl. | Torverhältnis |
| ------------------------------ | --- | --- | ---- | ---- | ------------- |
| Heimspiele (H)                 | 0   | 0   | 0    | 0    | 0:0           |
| Spiele auf neutralem Platz (*) | 0   | 0   | 0    | 0    | 0:0           |
| Auswärtsspiele (A)             | 2   | 1   | 0    | 1    | 5:9           |
| Gesamt                         | 2   | 1   | 0    | 1    | 5:9           |

### Austragungsorte
| Austragungsort | Land   | Sp. | Sg. | Uts. | Ndl. | Torverhältnis |
| -------------- | ------ | --- | --- | ---- | ---- | ------------- |
| Baltimore      | USA    | 1   | 1   | 0    | 0    | 2:1           |
| Washington     | USA    | 1   | 0   | 0    | 1    | 3:8           |
| Gesamt         | Gesamt | 2   | 1   | 0    | 1    | 5:9           |

### Spielergebnisse
|      | Gegentore | Gegentore | Gegentore | Gegentore | Gegentore | Gegentore | Gegentore | Gegentore | Gegentore |
| Tore | 0         | 1         | 2         | 3         | 4         | 5         | 6         | 7         | 8         |
| ---- | --------- | --------- | --------- | --------- | --------- | --------- | --------- | --------- | --------- |
| 0    | -         | -         | -         | -         | -         | -         | -         | -         | -         |
| 1    | -         | -         | -         | -         | -         | -         | -         | -         | -         |
| 2    | -         | 1         | -         | -         | -         | -         | -         | -         | -         |
| 3    | -         | -         | -         | -         | -         | -         | -         | -         | 1         |